# Odwilż posewastopolska w Rosji
Odwilż posewastopolska – zmiana kursu polityki wewnętrznej samodzierżawia rosyjskiego po klęsce, jakiej doznała carska Rosja w wojnie krymskiej (1853–1856). Zmiana ta polegała na złagodzeniu obrony feudalnych praw rosyjskich warstw panujących (arystokracji dworskiej i przede wszystkim ziemskiej) i rozpoczęciu przez cara Rosji Aleksandra II ostrożnych reform liberalnych, z uwłaszczeniem chłopów na czele.
Klęska pod Sewastopolem i ostateczna porażka Rosji w wojnie krymskiej nadwerężyły prestiż samowładnej monarchii w Rosji. Stanowcze żądania zmian zmusiły Aleksandra II do przeprowadzenia reform wewnętrznych. Wprowadzał on zmiany stopniowo. W 1861 przeprowadził reformę uwłaszczeniową, zniósł poddaństwo osobiste chłopów. Mogli oni wykupić ziemię, przy czym część funduszy przekazywanych ziemianom pochodziła od państwa i musiała być przez chłopów spłacana w ratach. Ziemia była wykupowana przez wspólnoty wiejskie (miry). Miry obciążono odpowiedzialnością wobec policji, np. za majątek skradziony przez członka wspólnoty, a także wobec poborców podatkowych. Na zachodnich Ziemiach Rosji reformy uwłaszczeniowej nie przeprowadzono.
W Rosji obok państwowej administracji terytorialnej, którą reprezentowali gubernatorzy, utworzono również ziemstwa (samorządy terytorialne), których uprawnienia ograniczono m.in. do spraw oświaty, szpitalnictwa, gospodarki regionu, systemu dróg. Zreformowano sądownictwo, znosząc m.in. kary cielesne, wprowadzając do sądu ławników, oskarżonym przyznano prawo do obrony. Wzrosła liczba szkół, a uniwersytetom przyznano pewną autonomię i umożliwiono odbywanie studiów synom chłopów i mieszczan. Zmodernizowano armię, skracając trwanie służby wojskowej. Żołnierze po 6 latach przechodzili do rezerwy. Umożliwiło to przeszkolenie większej liczby mężczyzn i tym samym zwiększało możliwości mobilizacyjne państwa. Ze służby zwalniano jedynych żywicieli rodzin, skracano ją także osobom wykształconym.
Niektóre grupy społeczeństwa Rosji uznały te reformy za niedostateczne i planowały ataki terrorystyczne na urzędników cara i osoby z jego otoczenia. W jednym z nich, w 1881 został zamordowany car Aleksander II.